# Mount Pleasant, New York
Mount Pleasant är en kommun (town) i Westchester County i delstaten New York. Vid 2020 års folkräkning hade Mount Pleasant 44 711 invånare.